# Kia Stonic
La Kia Stonic è un'autovettura prodotta dalla casa automobilistica coreana Kia Motors a partire dal 2017.

## Debutto

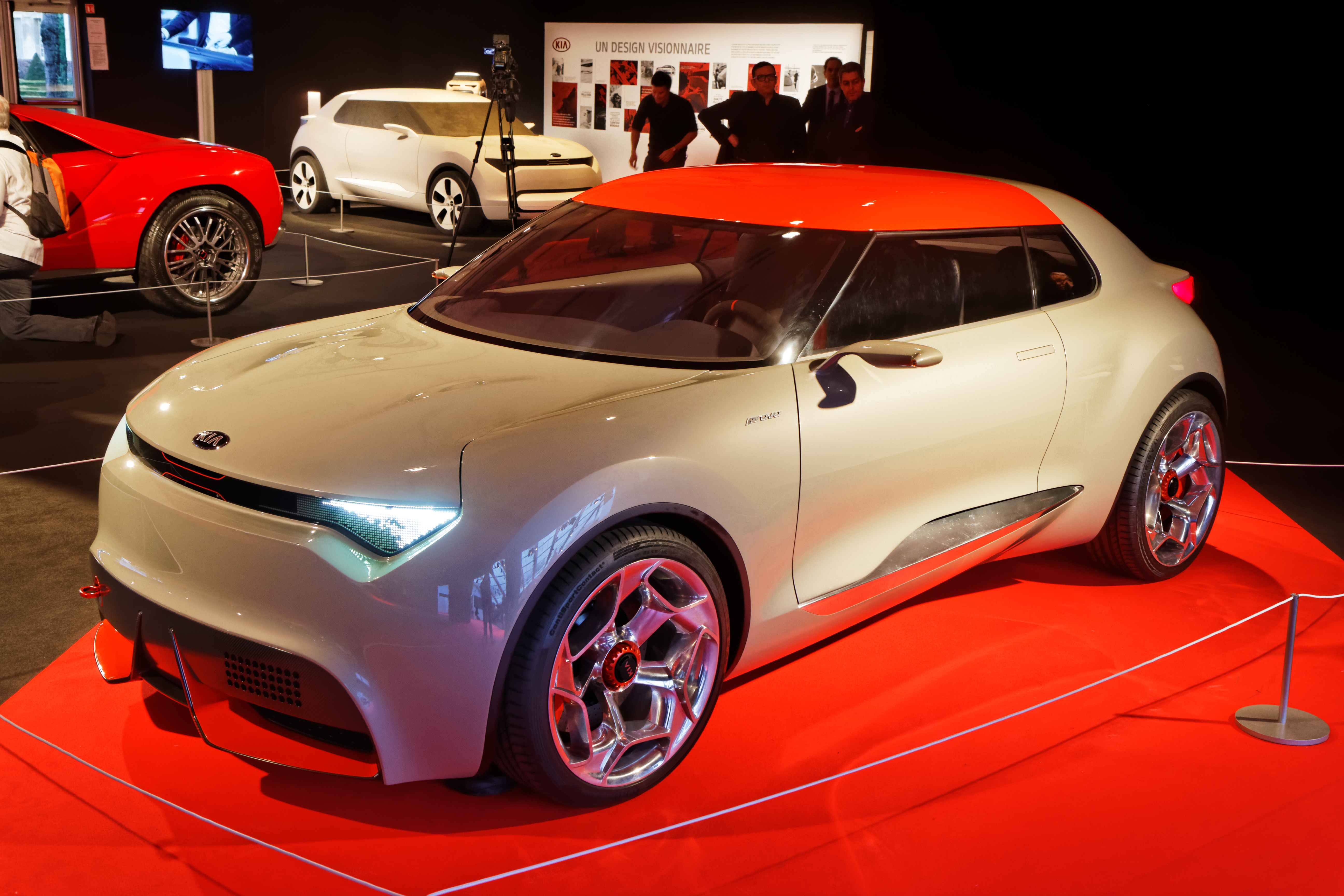
Kia Provo

Nel 2013 viene presentata al salone di Ginevra la concept Provo, un'utilitaria con dettagli originali come, ad esempio, le porte senza cornice, che ha anticipato le linee e il design della futura Stonic.
La Stonic ha fatto il suo debutto al Salone di Francoforte il 20 giugno 2017. Il nome Stonic è una parola macedonia nata dalla fusione dei termini a anglosassoni "stylish" e "iconic".
È il più piccolo SUV della gamma Kia, al di sotto delle Niro, Sportage e Sorento. La Stonic condivide la piattaforma e parte degli interni con la Kia Rio di quarta generazione.

## Caratteristiche
La vettura è una crossover SUV di segmento B che si caratterizza per le linee e il design della carrozzeria. Parte della meccanica e delle motorizzazioni sono condivise con la Hyundai Kona.
Nell'agosto 2020 la vettura subisce un leggero restyling, caratterizzato esteticamente da nuovi fanali a LED, nuovi colori per la carrozzeria, inediti i cerchi in lega e internamente da un rinnovato sistema multimediale. Poi viene integrata la dotazione con l'aggiunta di altri sistemi di assistenza alla guida come il cruise control adattivo, frenata d’emergenza in grado di riconoscere anche i ciclisti, segnalazione dei limiti di velocità e assistente all’angolo cieco. A livello tecnico vengono introdotte nuove motorizzazioni ibride leggere e vengono tolti a listino i propulsori a gasolio.

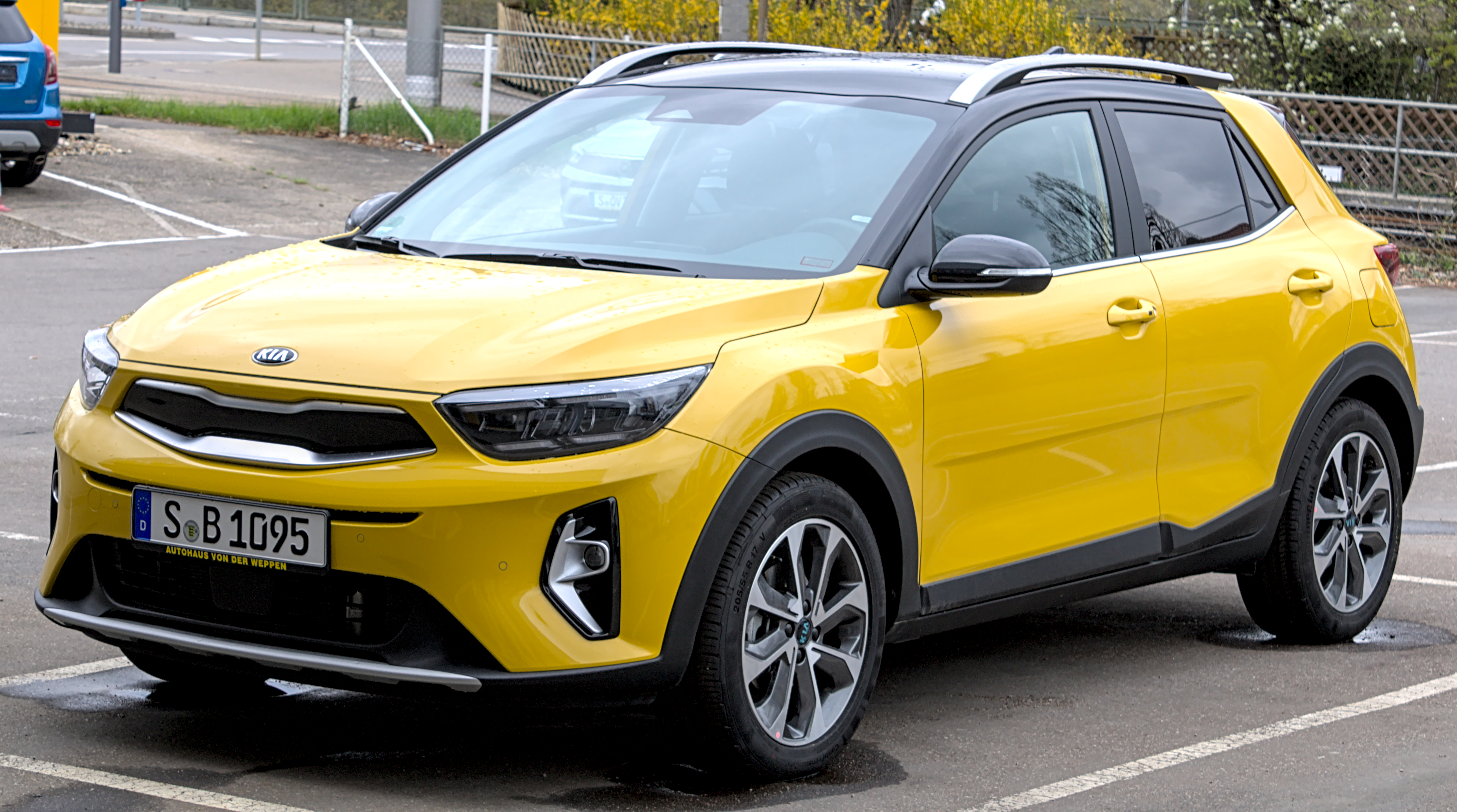
Stonic restyling

Nel corso del 2021 viene introdotto sul cofano e sul portellone il nuovo logo Kia.

## Motorizzazioni
La gamma motori è composta da 3 propulsori a benzina: il 1.0 turbo da 120 CV, il 1.4 da 100 CV e il 1.2 da 84 CV. Come diesel è disponibile un solo motore, il 1.6 da 110 CV. In gamma sono presenti due versioni bifuel a GPL, una con motore 1.2 DPI da 82 CV abbinata ad un cambio manuale a 5 marce, ed un'altra con motore un 1.0 GPL da 95 CV con cambio doppia frizione DCT a 7 rapporti.
Nel 2021 è stata ampliata la gamma con due nuovi motorizzazioni Mild hybrid: il 1.0 T-GDi MHEV da 120 CV con cambio doppia frizione DCT a 7 rapporti e il 1.0 T-GDi MHEV da 100 CV iMT.

## Sicurezza
Al crash test Euro NCAP, la vettura con guida a sinistra, ha ricevuto la valutazione di tre stelle su cinque, mentre col pacchetto sicurezza ha ricevuto cinque stelle.

## Riconoscimenti
- iF product design award nella categoria "Transportation Design" 2018[12]
- Red Dot Design Award nella categoria "Car Design" 2018[13]